# Magarao
Magarao è una municipalità di quinta classe delle Filippine, situata nella Provincia di Camarines Sur, nella Regione del Bicol.
Magarao è formata da 15 baranggay:
- Barobaybay
- Bell (Pob.)
- Carangcang
- Carigsa
- Casuray
- Monserrat (Pob.)
- Ponong
- San Francisco (Pob.)
- San Isidro (Pob.)
- San Juan (Pob.)
- San Miguel
- San Pantaleon (Pob.)
- Santa Lucia (Pob.)
- Santa Rosa
- Santo Tomas (Pob.)